# Aurresku

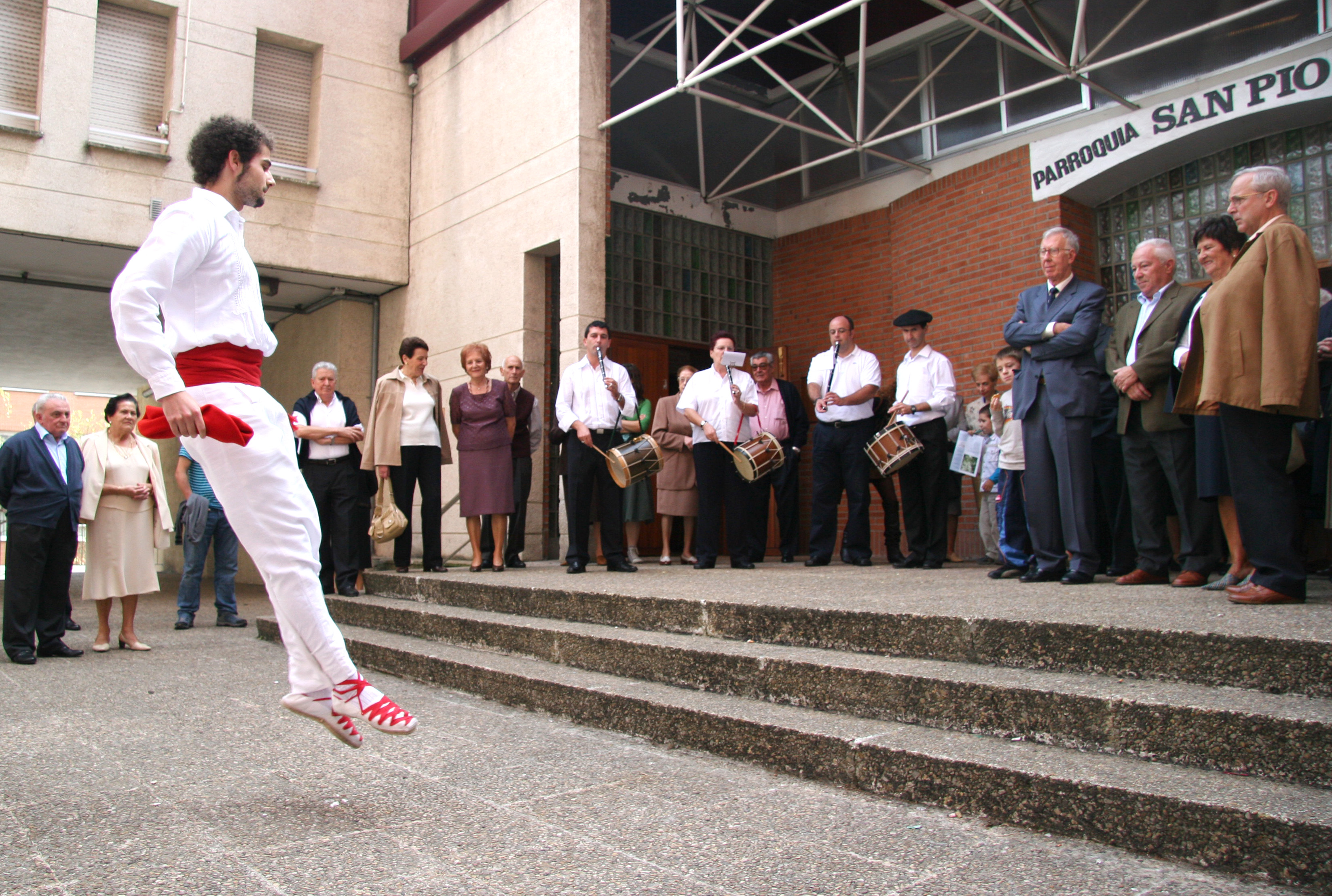
Un dantzari bailando ante la parroquia de San Pío X (Éibar, Guipúzcoa).

El aurresku es una danza vasca solemne que se baila en público a modo de reverencia u homenaje. Es interpretada por un txistulari, músico que toca un txistu y tamboril, junto a un dantzari (bailarín). Tiene una gran popularidad en bodas, homenajes y actos públicos en tierras vascas.
En Guipúzcoa, Vizcaya,

Algunos pasos del aurresku.

Alava y en gran parte de Navarra es el baile solemne y elegante por excelencia. Lo bailaba el pueblo en las grandes fiestas, pero lo bailaban también los diputados. En estos casos, era costumbre sacar por pareja del aurreskulari (bailarín de aurresku) a la señora o hija del alcalde, la que no hacía más que presenciar la fiesta, ya que en este baile la mujer no baila, sino que es bailada. Una fila de ocho, diez o más personas que lo forman entran en la plaza, unidas por las manos, saliendo generalmente del ayuntamiento.
Se compone exclusivamente de hombres, de los cuales el primero (el aurresku) y el último (el atzesku) tienen en la mano sus boinas o sus sombreros. Estos dos son los personajes importantes de la danza. Se da solemnemente una vuelta por la plaza y al llegar frente al ayuntamiento el aurreskulari baila sus primeros movimientos coreográficos. Cuatro o dos de los de la cuerda salen entonces y traen a la que ha de ser la pareja del aurreskulari. Una vez en la plaza, se adelanta este y baila ante ella uno de los tiempos de la danza. Igual ceremonia se repite con el atzesku, para quien se trae otra pareja, bailando ante ella en forma semejante al anterior. Sucesivamente son traídas más parejas para los demás que forman la cuerda o fila quedando separadas de los hombres por unos pañuelos. Entonces se baila el llamado desafío, en el que el aurresku y el atzesku bailan otro de los tiempos, con su adecuada música, original y movida y en el que ambos ejecutan y lucen sus agilidades.